# Видрио, Нестор
Не́стор Висе́нте Ви́дрио Серра́но (исп. Néstor Vicente Vidrio Serrano; 22 марта 1989, Гвадалахара) — мексиканский футболист, защитник клуба «Масатлан».

## Карьера

### Клубная
Воспитанник клуба «Атлас». Дебютировал в команде в матче 4-го тура клаусуры 2008 против «Гвадалахары» 9 февраля 2008 года. Первый гол в карьере Нестор Видрио забил в ворота «Керетаро» 31 июля 2010 года.
В начале 2012 года Видрио отправился в годичную аренду в «Пачуку». Впервые сыграл за новую команду 7 января 2012 года в матче первого тура клаусуры против «Сантос Лагуны». В ответном четвертьфинальном матче того же турнира против «Америки» Нестор Видрио забил гол, оказавшийся победным.

### В сборной
Нестор Видрио в составе сборной Мексики участвовал в олимпийском футбольном турнире 2012. Защитник провёл на турнире 4 матча. Принимал участие в финальном матче турнира, когда сборная Мексики, обыграв Бразилию, впервые в своей истории стала олимпийским чемпионом по футболу.

## Достижения
- Олимпийский чемпион (1): 2012